# Неолитическая революция
Неолити́ческая революция, неолитиза́ция, или Первая аграрная революция — переход человечества от присваивающего («экономика охотников и собирателей») к производящему хозяйству, имеющему в своём составе сельскохозяйственные подотрасли (земледелие, животноводство), а также выделяющееся в отдельную отрасль ремесло.
Понятие «неолитическая революция» впервые предложено британским археологом-марксистом Гордоном Чайлдом в 1923 году. Кроме появления производящего хозяйства оно включает в себя ряд последствий, важных для всего образа жизни человека эпохи неолита. Маленькие мобильные группы охотников и собирателей, господствовавшие в предшествующей эпохе мезолита, осели в городах и посёлках возле своих полей, радикально изменяя окружающую среду путём культивирования (в том числе ирригации) и хранения собранного урожая в специально возведённых зданиях и сооружениях.
Повышение производительности труда вело к увеличению численности населения, созданию сравнительно больших вооружённых отрядов, охраняющих территорию, разделению труда, оживлению товарообмена, появлению права собственности, централизованной администрации, политических структур, идеологии и новых систем знания, которые позволяли передавать его из поколения в поколение не только устно, но и письменно. Появление письменности — атрибут окончания доисторического периода, который обычно совпадает с окончанием неолита и вообще каменного века. Но неолитическую революцию можно также трактовать как разрушение гармоничного сосуществования человека с природой, отныне он оказывается в оппозиции к ней, подстраивая окружающую среду под свои нужды, что приводит к возникновению цивилизации и технического прогресса.
По данным археологии, одомашнивание животных и растений происходило в разное время независимо в 7-8 регионах. Самым ранним центром неолитической революции считается Ближний Восток, где одомашнивание началось не позднее, чем 10 тыс. лет назад. В центральных областях Мир-Системы превращение или замещение охотничье-собирательских обществ аграрными датируется широким временным диапазоном от Х до III тысячелетия до н. э., в большинстве периферийных областей переход к производящему хозяйству завершился значительно позднее.
Соотношение технологических характеристик неолита с появлением производящего хозяйства и последовательность этих событий у разных культур остаются предметом обсуждения и, по-видимому, различаются, а не являются только лишь следствием действия неких универсальных законов развития человеческого общества.
В марксистской историографии (академик Г. Б. Поляк, профессор А. Н. Маркова) события неолитической революции рассматриваются сквозь призму двух крупнейших стадий разделения труда: разделение земледелия и скотоводства и отделение от них ремесла.

## Историография
Термин «неолитическая революция» ввёл в 1930—1940-е годы Гордон Чайлд. Исследователь находился под влиянием марксизма и понимал этот процесс как археологический эквивалент переходу от «дикости» к «варварству», по Л. Г. Моргану. Чайлд создал этот термин в паре с термином «городская революция», под которым понимался переход от «варварства» к «цивилизации». Он применил термин «неолитическая революция» применил к процессу в истории Средиземноморья, Ближнего и Среднего Востока, долины Инда, где располагались центры ранних цивилизаций Старого Света. Развитие европейской культуры он объяснял преимущественно диффузией элементов культуры, имевшей ближневосточное происхождение. Оба термина, предложенные Чайлдом, описывали не общественную (как у Моргана) или политическую (например, согласно школе американского антрополога Джулиана Стюарда) организацию, а целый ряд социально-экономических и культурных явлений, включая типы поселений и жилищ, питание, род занятий, орудия труда, численность коллективов, социальную структуру, идеологию и др. Под «революцией» в данном случае понимался не насильственный переворот, а кульминация резкого прогрессивного сдвига в сферах экономики и общественной жизни, который произошёл в «первичном» очаге под влиянием изменений климата и роста численности населения. В 1930-е годы в качестве такого очага Чайлд рассматривал Египет, но в 1950-е годы, после раскопок Джармо, Иерихона, пещеры Белт и других археологических памятников, он стал считать, что производящее хозяйство было привнесено в Египет, Европу и в другие регионы из Передней Азии.
В конце 1940—1960-х годов идеи Чайлда получили популярность не только среди археологов, но и у широкого круга исследователей в США и странах Западной Европы. В СССР обращение к представлениям Чайлда таких исследователей, как В. М. Массон, Н. Я. Мерперт и др., как созвучным идеям марксизма, способствовало борьбе с догматизмом в советской науке и преодолению её изоляции от мировой науки. Основные дискуссии касались вопроса уместности термина «революция», а не «эволюция», продолжительности, наличии одного или нескольких первичных центров этого процесса, применимости концепции Г. Чайлда к другим регионам, сопоставимости земледельческо-животноводческого неолита и неолита северного, который был основан на присваивающем хозяйстве.
Эвристически ценными концепции неолитической революции и «городской революции» оказались в отношении истории культур Ближнего Востока. Эти понятия были развиты в работах Роберта Брейдвуда; их принял за основу, но модифицировал Джеймс Мелларт, который, в частности, считал, что «революция» была одна — города возникли почти в одно время с земледелием. Концепции стимулировали социальные и демографические исследования, проведённые американскими авторами Льюисом Бинфордом, К. В. Фланнери, М. Н. Коэном и др.; способствовали активизации междисциплинарных проектов комплексного изучения центров перехода к производящему хозяйству, в которых широко применялись естественно-научные методы (зооархеологические, палеоэтноботанические, геоморфологические, метод радиоуглеродного датирования и др.); стали отправной точкой начала научной дискуссии о приоритете духовных или материальных импульсов в рамках неолитической революции (например, «революция символов»). Новые исследования, которые показали полиформизм и длительность развития от первобытного общества к цивилизации даже в регионах Ближнего Востока, схематизм в построениях некоторых последователей Г. Чайлда стали причиной критики и в отношении созданной им концепции, например, С. Ллойдом, английским египтологом Генри Франкфортом. С 1980-х годов Джеймсом Меллартом, Ж. Ковеном (Франция), Т. Уоткинсом (Великобритания), М. Оздоган (Турция), Х. Ниссеном (Германия), Офером Бар-Йосефом (Израиль) и др. было обосновано использование терминов «неолитизация» или «процесс неолитизации» как более подходящих для обозначения этого периода. Использования терминов Г. Чайлда в отношении культур Нового Света, например, канадским археологом Р. Макнишем, не имеют широкой поддержки. По некоторым причинам они быстро вышли из употребления или практически не применялись и для других регионов.
Понятие «неолитическая революция» сохраняет своё значение в масштабах всемирной истории, обозначая относительно короткий, в сравнении с предыдущей эпохой, период кардинального изменения форм хозяйства и культуры в основных регионах — на территориях Ближнего Востока, Восточной Азии, Центральной Америки и запада Южной Америки. Согласно современной науке, переход к производящему хозяйству на большинстве других территорий — за редкими исключениями, например, в горах Новой Гвинеи, — инициировали миграции и культурная диффузия из первичных центров, что привело к формированию вторичных очагов неолитической революции, в частности на основе одомашнивания местных видов растений и животных. В ряде регионов, таких как территории Японии, Юго-Востока и притихоокеанских областей нынешних США, формы культуры, которые обычно характерны для земледельческого неолита, возникают и длительное время развиваются на основе специализированного собирательства при отсутствии или весьма незначительной роли земледелия. Понятие «городская революция» в современные исследователи употребляют редко.

## Теории генезиса земледелия
Существует несколько конкурирующих (но не взаимоисключающих) теорий о причинах появления земледелия. Наиболее распространёнными считаются следующие.
- Теория «оазисов», приверженцем которой был сам Гордон Чайлд[6]. Она привязывает экономические перемены к изменениям климата в конце ледникового периода, которые сопровождались засухой и миграциями людей и животных в оазисы, где и происходило одомашнивание как животных, так и растений. Эта теория в настоящее время не получает подтверждения, так как ледниковый период закончился раньше и предполагаемые климатические изменения относятся к другой эпохе.
- Теория «холмистых склонов». Предполагает, что одомашнивание началось на холмистых склонах гор Тавра в Турции и Загроса в Иране, где климат не был засушливым, и сохранилось разнообразие диких животных и растений, среди которых некоторые были одомашнены[7].
- Теория «фиесты»[8] допускает, что в рамках местной культуры имела место демонстрация своей власти и могущества, в частности, в виде организации многолюдных праздников, фиест. Для этого было необходимо сделать запасы дичи и злаков, часть которых произрастала возле жилищ или размножалась в неволе.
- «Демографическая теория», предложенная Карлом Зауэром[9][10], предполагает, что увеличение численности населения было не следствием, а причиной перехода к земледелию. Местных ресурсов диких растений не хватало для прокорма возросшего числа людей, и тогда их стали культивировать.
- Теория «целенаправленной эволюции»[11] рассматривает одомашнивание растений как результат взаимного приспособления людей и растений, когда люди сначала защищали дикорастущие растения до их созревания, а затем произошёл специализирующий отбор, закончившийся полным одомашниванием.
- Ещё один вариант увязывания экономического прогресса с изменениями климата состоит в предположении, что появление земледелия стало возможным в связи с наступлением длительного периода стабильного и предсказуемого климата, что очень важно для растениеводства[12].

## Первые культурные растения
Первые попытки культивирования некоторых растений были предприняты около 10 тыс. лет назад. Успешными и важными по своим последствиям для истории человечества оказались ячмень и пшеница, окультуренные в эту же эпоху в районе плодородного полумесяца на Ближнем Востоке. В эту же эпоху и в этом же регионе — в горах Загроса (Ганджи-Даре и др.) — были одомашнены козы и овцы.
В раннем голоцене в Новой Гвинее начали разводить таро. Несколько позже, около 9 тыс. лет назад в юго-восточной Азии был одомашнен рис.

## Последствия перехода к земледелию и скотоводству
Целенаправленное выращивание растений создало условия для развития общества, что привело к появлению первых цивилизаций (к 3-му тысячелетию до н. э.). Благодаря обработке земли людям эпохи неолита удалось впервые в истории приспособить естественную среду обитания к собственным потребностям. В эпоху неолита же возникает производящее хозяйство. Получение излишков продовольствия, появление новых видов орудий труда и строительство оседлых поселений сделали человека относительно независимым от окружающей природы. Повышенная концентрация населения изменила структуру племени с родовой общины на соседскую.
Как отмечают, в ответ на потребности социальных изменений при переходе от первобытной охоты к земледелию происходит замена зооморфных богов антропоморфными с разной степенью снятия старых культов новыми.
В период неолитической революции, продолжавшейся около семи тысячелетий, были заложены материальные и духовные основы культур Месопотамии и других регионов Западной Азии, Египта, Китая, Японии и древней Америки. Коренное изменение материальной, художественной и религиозной сторон жизни людей произошло после появления письменности в Месопотамии и Египте к 3-му тысячелетию до н. э.
Вместе с тем, прогресс был не во всём безусловен. До эпохи земледелия люди имели более разнообразную пищу за счёт охоты и собирательства. Охотники и собиратели использовали свои умственные и физические способности сообразно стратегии выживания, при которой выгодно именно охотиться. Первичная мегафауна, которую застал человек, обеспечивала с запасом все потребности относительно малых по численности человеческих сообществ. У охотников и собирателей были схожие моменты поведения с шимпанзе. Шимпанзе также умеют коллективно охотиться и проводят «рейды» с целью добычи мяса на мелких приматов — колобусов.
Напротив, земледелие, особенно до начала использования тягловых животных, предполагало тяжёлый механический труд, но сопряжённый с гораздо меньшим риском, чем охота, и более продуктивный, чем также весьма трудоёмкое собирательство. Приготовление пищи было также трудным занятием, поскольку зёрна приходилось толочь вручную. А конечным результатом этого для большинства людей была однообразная пища с низким содержанием белка и витаминов, однако доступная постоянно, а не время от времени.
Питание пастушеских племён было менее сбалансированным, чем у охотников-собирателей; сельскохозяйственный труд требовал больших трудозатрат для самообеспечения (рабочая неделя охотников-собирателей составляла около 20 часов в неделю). Как результат, средний рост людей, составлявший в доземледельческом неолите 5’10" (178 см) для мужчин и 5’6" (168 см) для женщин, снизился за несколько тысяч лет до 5’5" (165 см) и 5’1" (155 см) соответственно, и вернулся к прежним величинам только в последние 100 лет. После неолитической революции люди стали больше страдать анемией и недостатком витаминов; участились деформации позвоночника и болезни зубов.
Однако общее количество такой пищи оказывалось значительно большим, нежели могла дать такая же территория охотничьих угодий, что позволило значительно увеличить концентрацию населения в одном племени, сделать его жизнь более независимой от природных условий и более защищённой от агрессии соседей за счёт той же численности, а также привычки к организации. Главное же — продукты земледелия можно было откладывать про запас, поэтому питание стало более стабильным и равномерным, в то время как в климате с чётко выраженной сезонностью (лето и зима, дождливый и сухой сезон) у охотников-собирателей доступ к пище весьма варьировался в зависимости от времени года.
Такие условия способствовали возникновению внешней угрозы. Охотники-собиратели часто проявляли агрессивное поведение, но оно было ограничено желанием защитить свою территорию от конкурентов. В то время как перенаселение и истощение почвы примитивными методами земледелия стимулировали миграции примитивных фермеров в поисках новых земель, при этом зерно, как основной продукт, могло легко перемещаться с места на место.
Такие переселения примитивных земледельцев, уже освоивших производящее хозяйство, но ещё не выработавших развитой государственности и рабовладения или иных форм личной зависимости, нередко заканчивались геноцидом, поскольку население захваченной территории рассматривалось исключительно как помеха и подлежало уничтожению. Именно с появлением земледелия и связанным с этим резким увеличением численности отдельных групп людей, сумевших достичь доминирования на обширных территориях, современные исследователи связывают формирование так называемых «больших рас» человечества. Там же, где население ввиду изоляции и сверхблагоприятных природных условий сохранило быт охотников-собирателей, оно осталось мозаичным, полиморфным — нивелирования расовых признаков на основе численного превосходства носителей конкретного расового типа, оттеснивших прочие группы на окраины ареала, там не произошло.
Известный автор научно-популярных книг Джаред Даймонд в своей статье 1987 года под названием «Главная ошибка в истории человечества» писал, что переход к земледелию не только привёл к менее сбалансированному питанию, но, кроме того, земледельцы зависели от весьма ограниченного числа сельскохозяйственных культур, и поэтому подвергались серьёзному риску умереть от голода в случае неурожая одной из культур. Также, поскольку земледелие способствовало увеличению плотности населения, то оно привело к распространению паразитов и инфекционных болезней. Земледелие также способствовало возникновению классового неравенства и неравенства полов. Поэтому, пишет Джаред Даймонд, с началом агрокультуры положение большинства населения только ухудшилось:

Для жителей богатых стран вроде США превозносить достоинства охотников-собирателей кажется смехотворным. Но американцы — это элита, зависимая от нефти и минералов, которые часто необходимо импортировать из стран, в которых у людей гораздо хуже со здоровьем и питанием. Если бы у человека был выбор между эфиопским крестьянином и бушменом-собирателем из пустыни Калахари, то, как вы думаете, что было бы лучшим выбором?… Образ жизни охотников-собирателей был самым удачным за всё время существования человечества, а срок самой их жизни был самым долгим. А мы до сих пор сражаемся с тем хаосом, в который ввергла нас агрокультура, и совершенно непонятно, сможем ли мы когда-нибудь разрешить эту проблему.

Джеймс Скотт также считал, что переход от собирательства к земледелию был бедой для человечества.